# Saint-Pierre-de-Juillers
Pour les articles homonymes, voir Saint-Pierre.
Saint-Pierre-de-Juillers est une commune du Sud-Ouest de la France située dans le département de la Charente-Maritime (région Nouvelle-Aquitaine).

## Géographie
Saint-Pierre-de-Juillers est située entre les communes de Varaize et de Saint-Martin-de-Juillers. Le village de Courgeon est le deuxième village de la commune, et il abrite la mairie et l'école.
La commune est traversée par la Nie, un affluent de la Boutonne. D'aspect rural, son paysage est marqué par l'agriculture (viticulture, céréaliculture), comme l'atteste la présence d'une coopérative agricole au sud-est de Courgeon.

### Communes limitrophes
|                          | Paillé                   | Cherbonnières            |
| Les Églises-d'Argenteuil | Saint-Pierre-de-Juillers | Saint-Martin-de-Juillers |
| Varaize                  | La Brousse               |                          |

## Urbanisme

### Typologie
Au 1er janvier 2024, Saint-Pierre-de-Juillers est catégorisée commune rurale à habitat dispersé, selon la nouvelle grille communale de densité à 7 niveaux définie par l'Insee en 2022.
Elle est située hors unité urbaine. Par ailleurs la commune fait partie de l'aire d'attraction de Saint-Jean-d'Angély, dont elle est une commune de la couronne,. Cette aire, qui regroupe 37 communes, est catégorisée dans les aires de moins de 50 000 habitants,.

### Occupation des sols
L'occupation des sols de la commune, telle qu'elle ressort de la base de données européenne d’occupation biophysique des sols Corine Land Cover (CLC), est marquée par l'importance des territoires agricoles (90 % en 2018), en augmentation par rapport à 1990 (88,5 %). La répartition détaillée en 2018 est la suivante : 
terres arables (75,1 %), zones agricoles hétérogènes (12,9 %), forêts (10 %), cultures permanentes (2 %). L'évolution de l’occupation des sols de la commune et de ses infrastructures peut être observée sur les différentes représentations cartographiques du territoire : la carte de Cassini (XVIIIe siècle), la carte d'état-major (1820-1866) et les cartes ou photos aériennes de l'IGN pour la période actuelle (1950 à aujourd'hui).

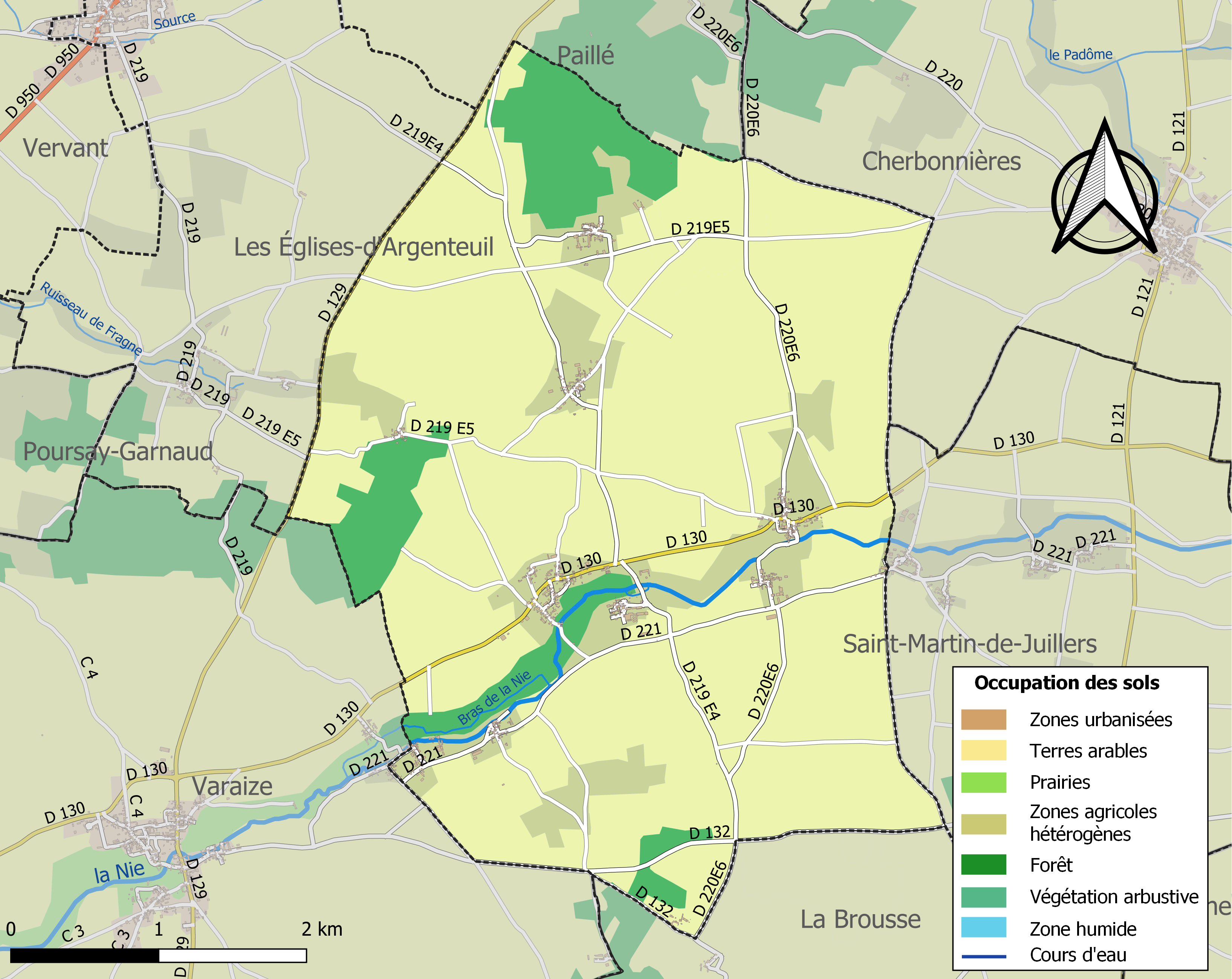
Carte des infrastructures et de l'occupation des sols de la commune en 2018 (CLC).

### Risques majeurs
Le territoire de la commune de Saint-Pierre-de-Juillers est vulnérable à différents aléas naturels : météorologiques (tempête, orage, neige, grand froid, canicule ou sécheresse), inondations, mouvements de terrains et séisme (sismicité modérée). Il est également exposé à un risque technologique,  le transport de matières dangereuses. Un site publié par le BRGM permet d'évaluer simplement et rapidement les risques d'un bien localisé soit par son adresse soit par le numéro de sa parcelle.

#### Risques naturels
Certaines parties du territoire communal sont susceptibles d’être affectées par le risque d’inondation par débordement de cours d'eau, notamment la Nie. La commune a été reconnue en état de catastrophe naturelle au titre des dommages causés par les inondations et coulées de boue survenues en 1982, 1999 et 2010,.

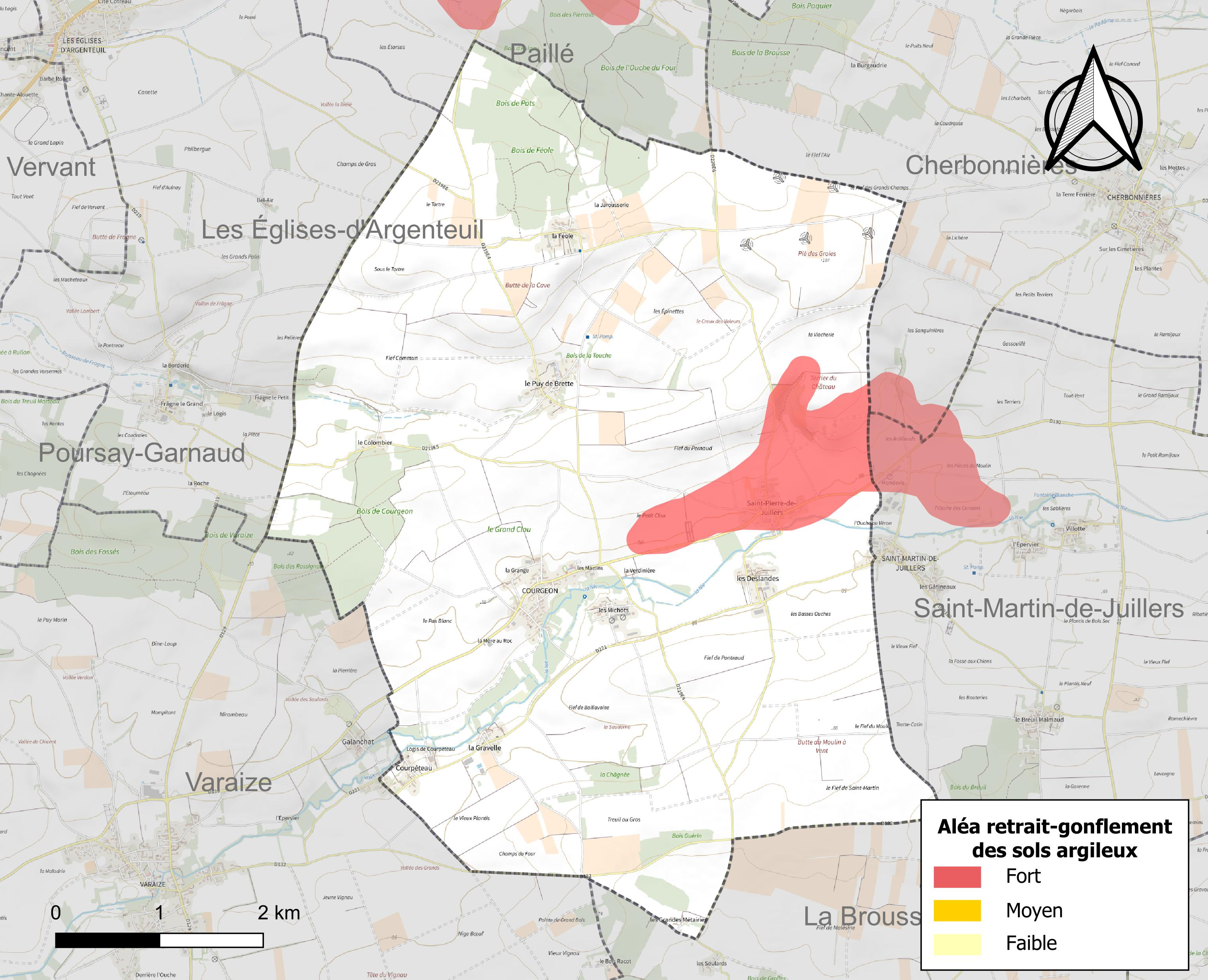
Carte des zones d'aléa retrait-gonflement des sols argileux de Saint-Pierre-de-Juillers.

Les mouvements de terrains susceptibles de se produire sur la commune sont des tassements différentiels.
Le retrait-gonflement des sols argileux est susceptible d'engendrer des dommages importants aux bâtiments en cas d’alternance de périodes de sécheresse et de pluie. 5,5 % de la superficie communale est en aléa moyen ou fort (54,2 % au niveau départemental et 48,5 % au niveau national). Sur les 245 bâtiments dénombrés sur la commune en 2019,  39 sont en aléa moyen ou fort, soit 16 %, à comparer aux 57 % au niveau départemental et 54 % au niveau national. Une cartographie de l'exposition du territoire national au retrait gonflement des sols argileux est disponible sur le site du BRGM,.
Par ailleurs, afin de mieux appréhender le risque d’affaissement de terrain, l'inventaire national des cavités souterraines permet de localiser celles situées sur la commune.
Concernant les mouvements de terrains, la commune a été reconnue en état de catastrophe naturelle au titre des dommages causés par des mouvements de terrain en 1999 et 2010.

#### Risques technologiques
Le risque de transport de matières dangereuses sur la commune est lié à sa traversée par une ou des infrastructures routières ou ferroviaires importantes ou la présence d'une canalisation de transport d'hydrocarbures. Un accident se produisant sur de telles infrastructures est susceptible d’avoir des effets graves sur les biens, les personnes ou l'environnement, selon la nature du matériau transporté. Des dispositions d’urbanisme peuvent être préconisées en conséquence.

## Toponymie
Le nom de la commune fait référence à saint Pierre, à qui la paroisse avait été dédiée. La toponymie de Juillers, proviendrait de Juliacum, nom d'un ancien domaine gallo-romain, issu de l'anthroponyme Julius, ainsi que du suffixe -acum.

## Histoire
Le territoire communal contient de nombreux témoignages d'une occupation gallo-romaine avec, au village de la Féole (dans le nord de la commune), les vestiges de souterrains et d'un camp retranché romain, et à la limite nord-ouest de la commune, une voie romaine (qui est maintenant la route départementale 129).

## Administration

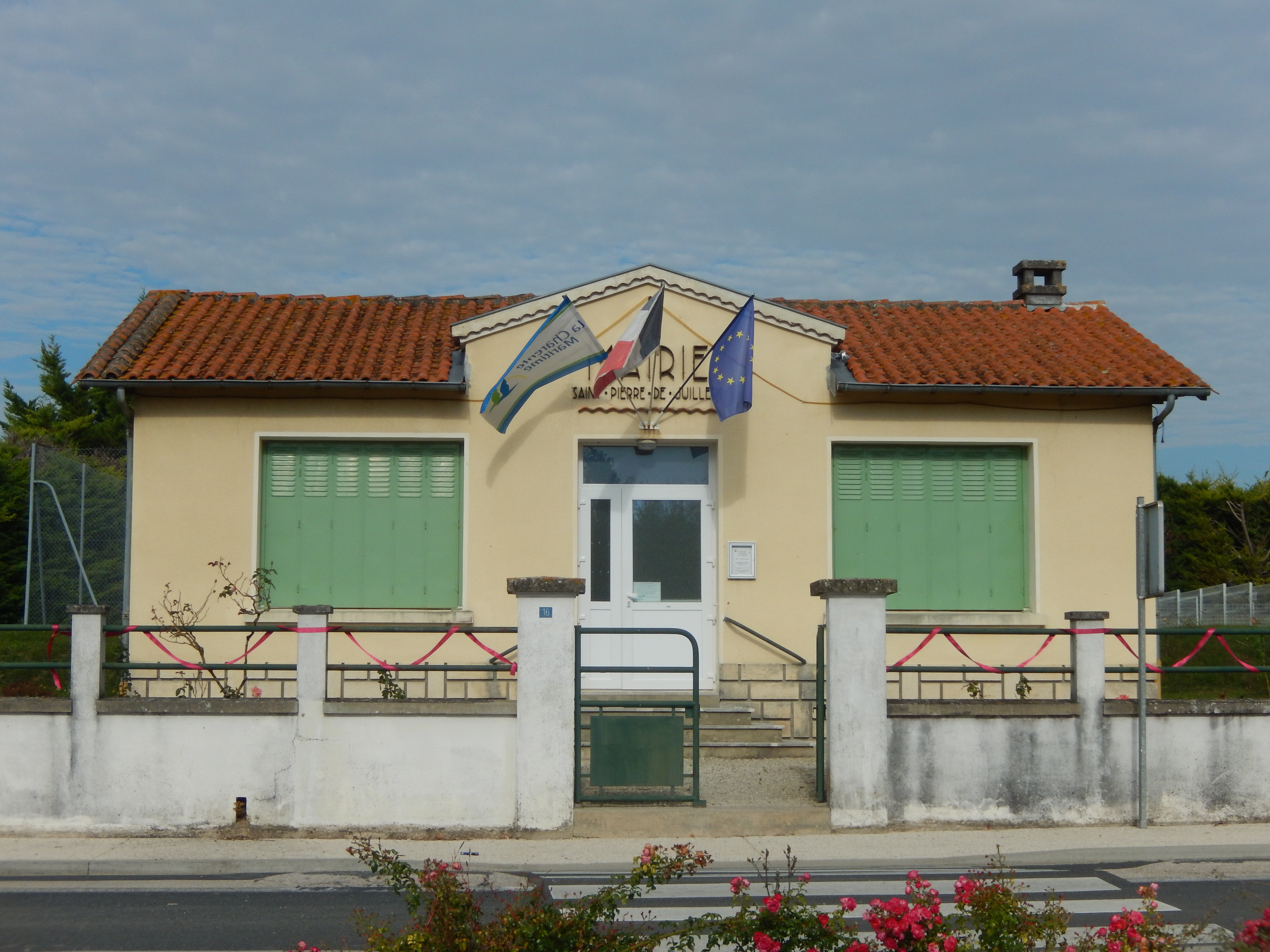
La mairie de Saint-Pierre-de-Juillers.

Tout comme la commune voisine de Saint-Martin-de-Juillers, la commune est rattachée au code postal de la ville de Saint-Jean-d'Angély alors que ces deux communes appartiennent au canton d'Aulnay.
Saint-Pierre-de-Juillers dépend également de la communauté de communes des Vals de Saintonge, et de l'arrondissement de Saint-Jean-d'Angély.

### Liste des maires
| Période                                  | Période  | Identité        | Étiquette | Qualité              |
| ---------------------------------------- | -------- | --------------- | --------- | -------------------- |
| 1995                                     | 2020     | Claude Geneau   |           | Agriculteur retraité |
| 2020                                     | En cours | François Pineau |           | Agriculteur retraité |
| Les données manquantes sont à compléter. |          |                 |           |                      |

## Démographie
L'évolution du nombre d'habitants est connue à travers les recensements de la population effectués dans la commune depuis 1793. Pour les communes de moins de 10 000 habitants, une enquête de recensement portant sur toute la population est réalisée tous les cinq ans, les populations de référence des années intermédiaires étant quant à elles estimées par interpolation ou extrapolation. Pour la commune, le premier recensement exhaustif entrant dans le cadre du nouveau dispositif a été réalisé en 2004.

En 2022, la commune comptait 347 habitants, en évolution de −6,47 % par rapport à 2016 (Charente-Maritime : +4,04 %, France hors Mayotte : +2,11 %).
| 1793 | 1800 | 1806 | 1821 | 1831 | 1836 | 1841 | 1846 | 1851 |
| ---- | ---- | ---- | ---- | ---- | ---- | ---- | ---- | ---- |
| 595  | 616  | 647  | 737  | 805  | 797  | 833  | 792  | 867  |

| 1856 | 1861 | 1866 | 1872 | 1876 | 1881 | 1886 | 1891 | 1896 |
| ---- | ---- | ---- | ---- | ---- | ---- | ---- | ---- | ---- |
| 876  | 847  | 839  | 858  | 864  | 807  | 720  | 702  | 668  |

| 1901 | 1906 | 1911 | 1921 | 1926 | 1931 | 1936 | 1946 | 1954 |
| ---- | ---- | ---- | ---- | ---- | ---- | ---- | ---- | ---- |
| 646  | 633  | 595  | 602  | 575  | 540  | 554  | 524  | 518  |

| 1962 | 1968 | 1975 | 1982 | 1990 | 1999 | 2004 | 2006 | 2009 |
| ---- | ---- | ---- | ---- | ---- | ---- | ---- | ---- | ---- |
| 543  | 473  | 444  | 379  | 366  | 367  | 370  | 385  | 357  |

| 2014 | 2019 | 2022 | - | - | - | - | - | - |
| ---- | ---- | ---- | - | - | - | - | - | - |
| 362  | 348  | 347  | - | - | - | - | - | - |

## Lieux et monuments
- La petite église Saint-Pierre-ès-Liens, située dans le village de Saint-Pierre.
- L'autel Notre-Dame-des-Champs, dédié à la Vierge Marie, près de la Féole.
- Un château d'eau relativement insolite, situé à La Féole.
- Enceinte circulaire de la Féole improprement appelée camp romain. L'enceinte de 34 m de diamètre (43 m si ont inclus le fossé) est située à environ 500 m au sud d'un souterrain situé en bordure du bois de Féole. Au sud-ouest de La Féole, à noter le lieu-dit la Butte de la Cave[19].

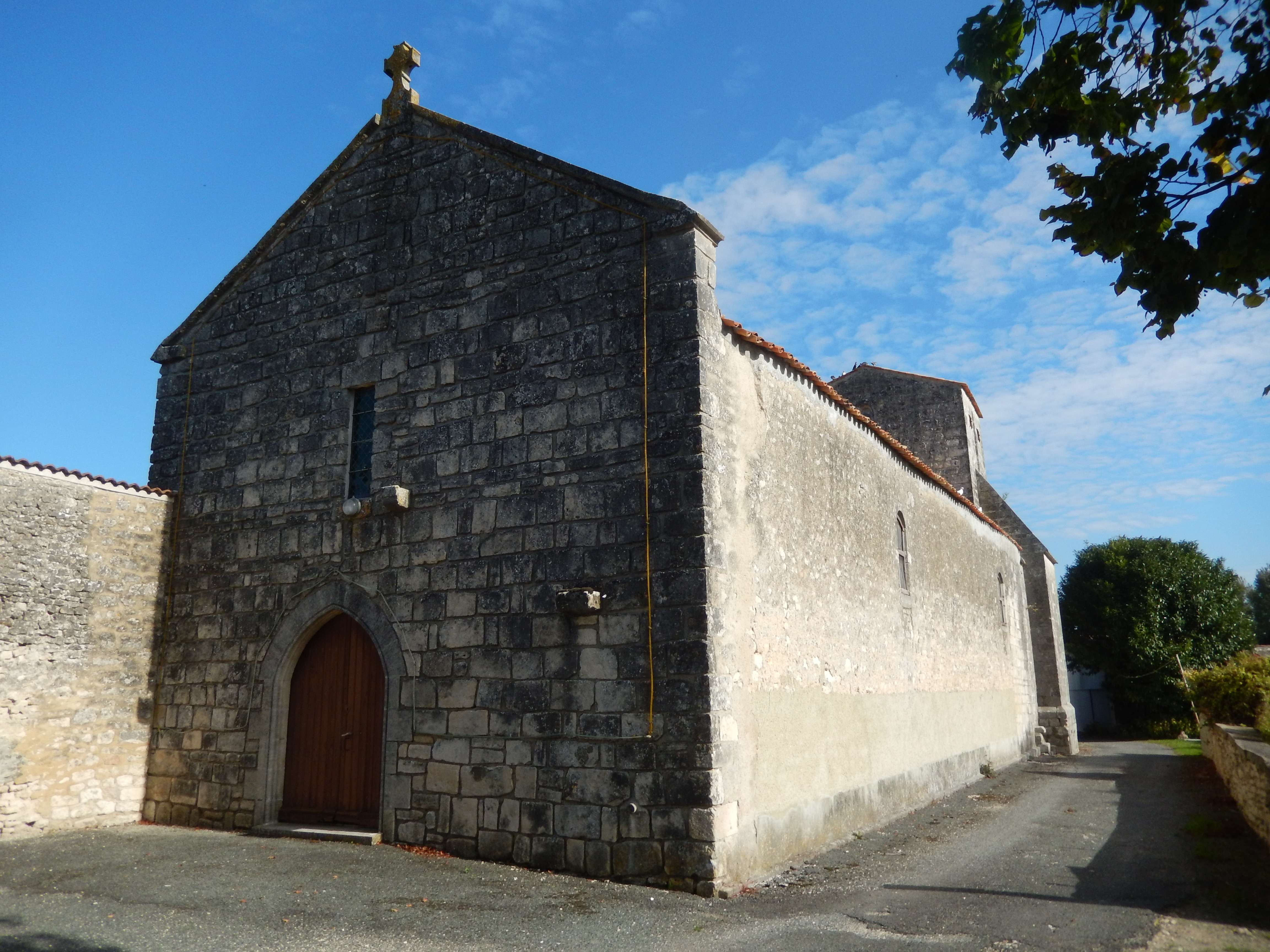
L'église Saint-Pierre-ès-Liens.
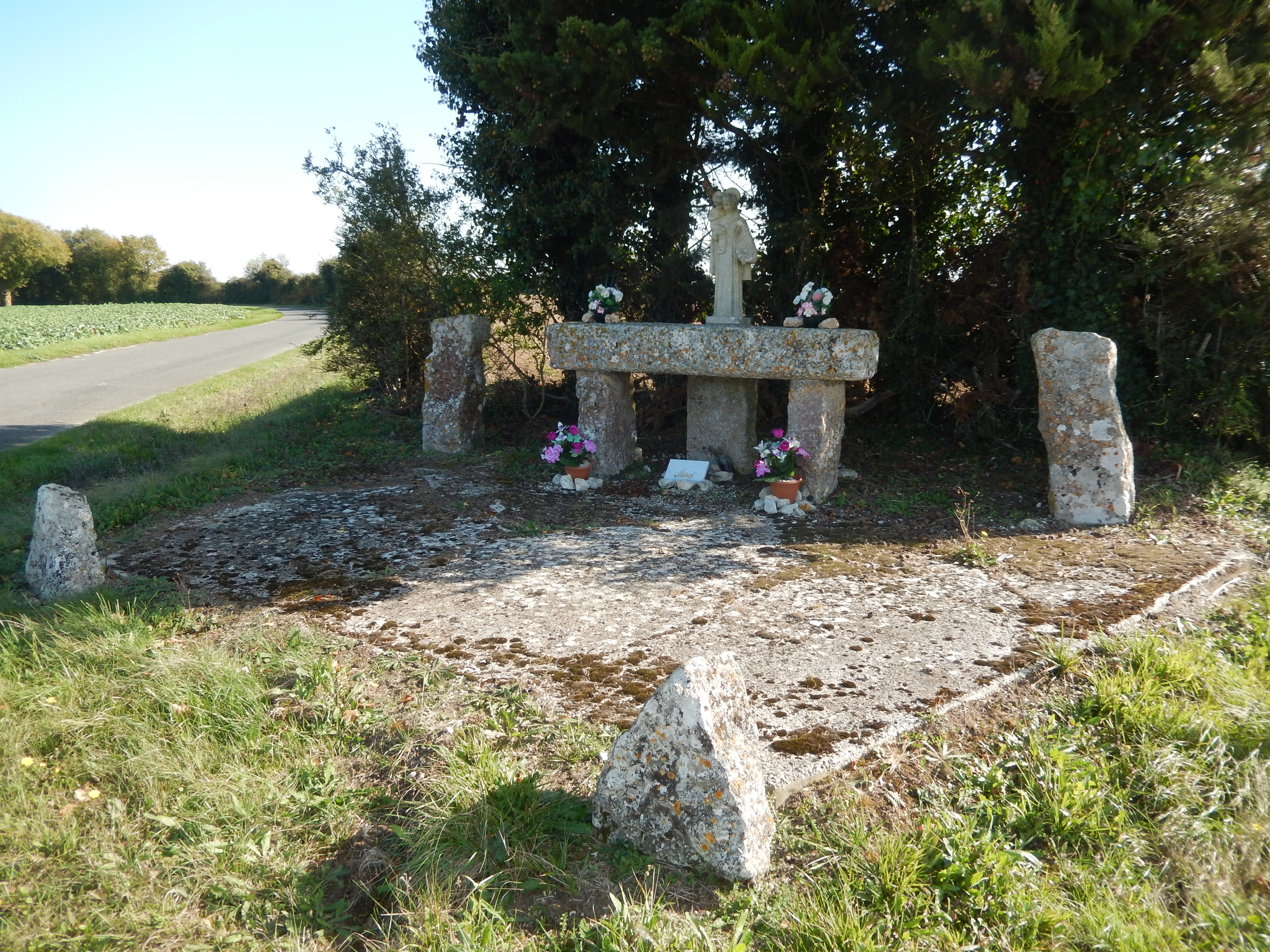
L'autel Notre-Dame-des-Champs.
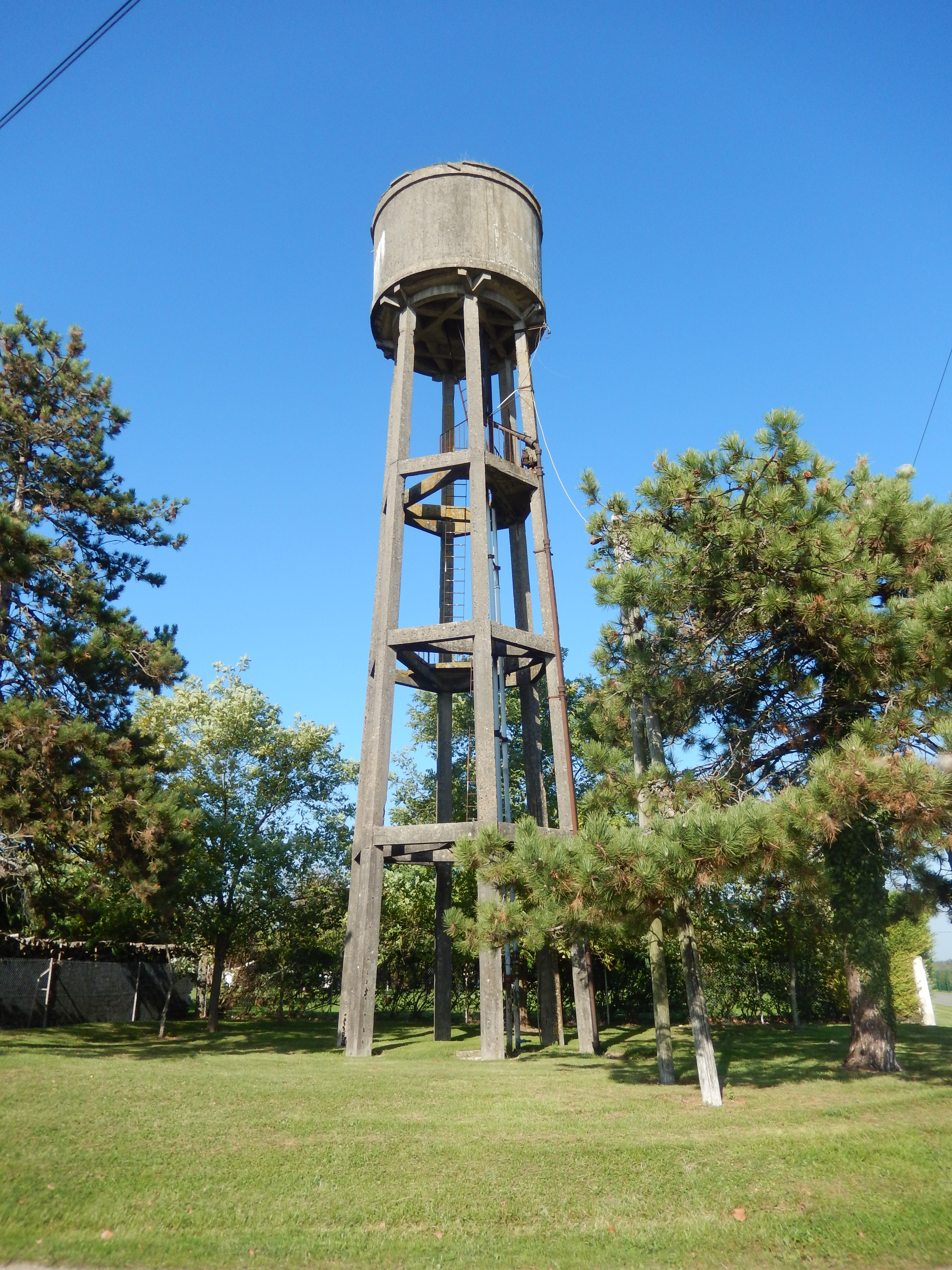
Le château d'eau de la Féole.